# Choerodon oligacanthus
Choerodon oligacanthus (Bleeker, 1851)  è un pesce d'acqua salata appartenente alla famiglia Labridae.

## Distribuzione e habitat
Proviene dalle barriere coralline dell'oceano Pacifico; si trova in Nuova Caledonia, Singapore, Borneo, Celebes, Filippine, Banka, Malacca, Isole Sulu e Bintang. Nuota in acque costiere.

## Descrizione
Il corpo è mediamente compresso ai lati, non particolarmente alto né allungato, con la testa dal profilo arrotondato. Le pinne sono chiare, non particolarmente ampie o allungate, e la pinna caudale non è biforcuta. Sulle pinne, alla base delle pinne pettorali e sulla testa possono esserci leggere macchie o striature blu e arancioni, e sfumature tenui sempre di quei colori possono essere presenti su maggior parte del corpo. Il dorso è sempre grigio, il ventre bianco. Sul dorso sono a volte presenti delle macchie nere. La lunghezza massima registrata è di 28,2 cm.

## Riproduzione
È oviparo e la fecondazione è esterna; non ci sono cure nei confronti delle uova.

## Conservazione
La popolazione di questa specie è in diminuzione a causa della pesca eccessiva, ma la specie non è ancora a rischio di estinzione, infatti la lista rossa IUCN la classifica come "a rischio minimo" (LC).